# 김윤 (1966년)
김윤(金輪, 1966년 5월 24일~)은 대한민국의 의학자이다. 제22대 국회의원이다.

## 학력
- 금호고등학교 졸업
- 서울대학교 의과대학 의학과 졸업
- 미국 유타 대학교 대학원 의료정보학과 석사
- 서울대학교 대학원 의료관리학과 석사(일부 다빈도상병에서 입원진료비의 변이 정도 및 요인에 대한 연구)

- 서울대학교 대학원 의료관리학과 박사(외상환자진료 질평가 도구의 타당도 평가) 지도교수 신영수 (의료인)

## 경력
- 보건의료노조 정책자문위 위원장
- 대통령직속 일자리위원회 보건의료일자리특위 위원장(문재인 정부)
- 경제사회노동위원회 보건의료위 위원장
- 참여연대 사회복지위원회 위원
- 더좋은보건의료연대 상임대표
- 건강보험심사평가원 심사평가연구소 소장
- 서울대학교 의과대학 의료관리학교실 교수
- 2024년 4월 10일 대한민국 제22대 국회의원 선거 당선(비례대표, 더불어민주연합, 초선)

### 의정 활동
- 2024년 5월 30일~: 제22대 국회의원(비례대표, 더불어민주당, 초선)[A]
  - 2024년 6월~: 제22대 국회 전반기 보건복지위원회 위원
  - 2025년 6월~: 제22대 국회 전반기 예산결산특별위원회 위원

## 역대 선거 결과
| 실시년도 | 선거   | 대수 | 직책     | 선거구   | 정당           | 득표수      | 득표율          | 순위          | 당락 | 비고 |
| -------- | ------ | ---- | -------- | -------- | -------------- | ----------- | --------------- | ------------- | ---- | ---- |
| 2024년   | 총선   | 22대 | 국회의원 | 비례대표 | 더불어민주연합 | 7,567,459표 | \| \| 26.69% \| | 비례대표 12번 |      | 초선 |
|          | 26.69% |      |          |          |                |             |                 |               |      |      |

## 소속 정당
| 소속 정당 | 소속 정당      | 소속 기간 | 비고      |
| --------- | -------------- | --------- | --------- |
|           | 더불어민주당   | 2024      | 정계 입문 |
|           | 무소속         | 2024      | 탈당      |
|           | 더불어민주연합 | 2024      | 입당      |
|           | 더불어민주당   | 2024~현재 | 합당      |

## 같이 보기
- 대한민국 제22대 국회의원 선거 더불어민주연합 후보 목록#비례대표